# Chančaly
Il Chančaly (in russo Ханчалы?) è un fiume della Siberia Orientale, affluente di sinistra della Lena. Scorre nel Gornyj, nel Namskij e nel Kobjajskij ulus della Sacha (Jacuzia), in Russia.
Il fiume scorre interamente nella zona del bassopiano della Jacuzia centrale, in direzione nord, nel medio e basso corso scorre parallelamente al fiume Kenkeme. Sfocia nella Lena a 1 260 km dalla foce. La lunghezza del Chančaly è di 241 km, l'area del suo bacino è di 2 920 km².